# Alaksiej Cimaszenka
Alaksiej Cimaszenka (biał. Аляксей Цімашэнка; ur. 9 grudnia 1986 w Homlu) – białoruski piłkarz, występujący na pozycji pomocnika.

## Kariera klubowa
| Sezon    | Klub                 | Kraj     | Rozgrywki        | Mecze | Bramki |
| -------- | -------------------- | -------- | ---------------- | ----- | ------ |
| 2004     | FK Homel             | Białoruś | Wyszejszaja liha | 1     | 0      |
| 2005     | FK Homel             | Białoruś | Wyszejszaja liha | 2     | 0      |
| 2006     | Wiedrycz-97 Rzeczyca | Białoruś | Pierszaja liha   | 22    | 1      |
| 2007     | Wiedrycz-97 Rzeczyca | Białoruś | Pierszaja liha   | 22    | 9      |
| 2008 (w) | Wiedrycz-97 Rzeczyca | Białoruś | Pierszaja liha   | 12    | 2      |
| 2008 (j) | FK Homel             | Białoruś | Wyszejszaja liha | 14    | 1      |
| 2009     | FK Homel             | Białoruś | Wyszejszaja liha | 14    | 1      |
| 2010     | FK Homel             | Białoruś | Pierszaja liha   | 29    | 6      |
| 2011     | FK Homel             | Białoruś | Wyszejszaja liha | 14    | 0      |
| 2012     | FK Homel             | Białoruś | Wyszejszaja liha | 3     | 0      |
| 2012     | Biełszyna Bobrujsk   | Białoruś | Wyszejszaja liha | 8     | 0      |